# Things Are Looking Up
Pour plus de détails, voir Fiche technique et Distribution.
Things Are Looking Up est un film britannique réalisé par Albert de Courville, sorti en 1935.

## Fiche technique
- Titre : Things Are Looking Up
- Réalisation : Albert de Courville
- Scénario : Albert de Courville, Daisy Fisher, Stafford Dickens et Con West
- Photographie : Charles Van Enger
- Montage : R. E. Dearing (en)
- Pays de production : Royaume-Uni
- Format : Noir et blanc - 1,37:1
- Genre : comédie
- Date de sortie : 1935

## Distribution
- Cicely Courtneidge : Cicely Fytte / Bertha Fytte
- Max Miller : Joey
- William Gargan : Van Gaard
- Mary Lawson : Mary Fytte
- Mark Lester : Chairman
- Henrietta Watson (en) : Miss McTavish
- Cicely Oates : Miss Crabbe
- Judy Kelly (en) : Opal
- Dick Henderson (en) : Mr Money
- Dickie Henderson (en) : le fils de Mr Money
- Charles Mortimer (en) : Harry
- Hay Plumb : Tennis Umpire
- Danny Green : Big Black Fox
- Suzanne Lenglen : Madame Bombardier
- Vivien Leigh : Étudiante (non créditée)
- Ian Wilson (en) (non crédité)